# پکورینو ساردو
پیکورینو ساردو (ساردنیایی: Berveghinu sardu) پنیری سفت از جزیره ایتالیایی ساردینیا است که از شیر گوسفند: مخصوصاً از شیر نژاد محلی ساردینیا تهیه می‌شود.